# Derarimus uhmanni
Derarimus uhmanni là một loài bọ cánh cứng trong họ Anthicidae. Loài này được Telnov miêu tả khoa học năm 1998.